# Rincón de San Francisco
Rincón de San Francisco är en ort i Mexiko.   Den ligger i kommunen San Lucas och delstaten Michoacán de Ocampo, i den södra delen av landet, 200 km sydväst om huvudstaden Mexico City. Rincón de San Francisco ligger 256 meter över havet och antalet invånare är 152.
Terrängen runt Rincón de San Francisco är platt åt nordväst, men åt sydost är den kuperad. Runt Rincón de San Francisco är det ganska tätbefolkat, med 129 invånare per kvadratkilometer. Närmaste större samhälle är Ciudad Altamirano, 2,7 km väster om Rincón de San Francisco. Omgivningarna runt Rincón de San Francisco är en mosaik av jordbruksmark och naturlig växtlighet.